# Springfield (New York)
Pour les articles homonymes, voir Springfield.
Springfield est une ville du comté d'Otsego, dans l'État de New York, aux États-Unis,. En 2010, elle comptait une population de 1 358 habitants.

## Démographie
Lors du recensement de 2000, la ville comptait une population de 1 358 habitants, tandis qu'en 2016, elle est estimée à 1 294 habitants.